# ذا بنيشر (لعبة فيديو 2005)
المُعاقب (بالإنجليزية: The Punisher)‏ هي لعبة فيديو مقتبسة عن الفيلم يحمل نفس الاسم والذي أنتج في 16 أبريل 2004. الفيلم من بطولة توماس جين بدور فرانك كاسل أو ((المُعاقب)) والممثل جون ترافولتا بدور هاورود سينك زعيم العصابة.

## قصة اللعبة
فرانك كاسل كان يعيش حياه سعيده مع عائلته وزوجته وولده في اجازة في إحدى الجزر واثنى الفطور في الصباح يقرر جون ترافولتا وعصابته ان يهاجمون عائلة فرانك وزوجته وولده في اثناء الفطور والجو الجميل ينصدم الجميع بطلق ناري اداء إلى وفاة جميع أفراد عائلة فرانك وتبقى ولده وزوجته يهربون من أفراد العصابة ثم زوجة فرانك تصتدم وتنقلب السيارة وأداء ذلك إلى زحفهم للهرب ولكن أفراد العصابة يدهسونهم أمام اعيون فرانك ومن ثم يمسكون فرانك ويبرحونه ضربا وغطو جسمه بل بنزين واشتعال لأكن ! فرانك قفز على البحر وظل حيًّا ومن ثم يقرر ان يعاقب العصابة وليس ان ينتقم منهم
أفضل لعبه بل تاريخ تحيات أبو رشيد

## روابط خارجية
- ذا بنيشر على موقع IMDb (الإنجليزية)